# Cynewulf von Wessex
Cynewulf (auch Chuniulfus, Cyneuulf, Cynulf, Kynewulf, Kinewlf, Cenulf, Cenulfus etc.; † 786) war 757 bis 786 König des angelsächsischen Königreichs Wessex.

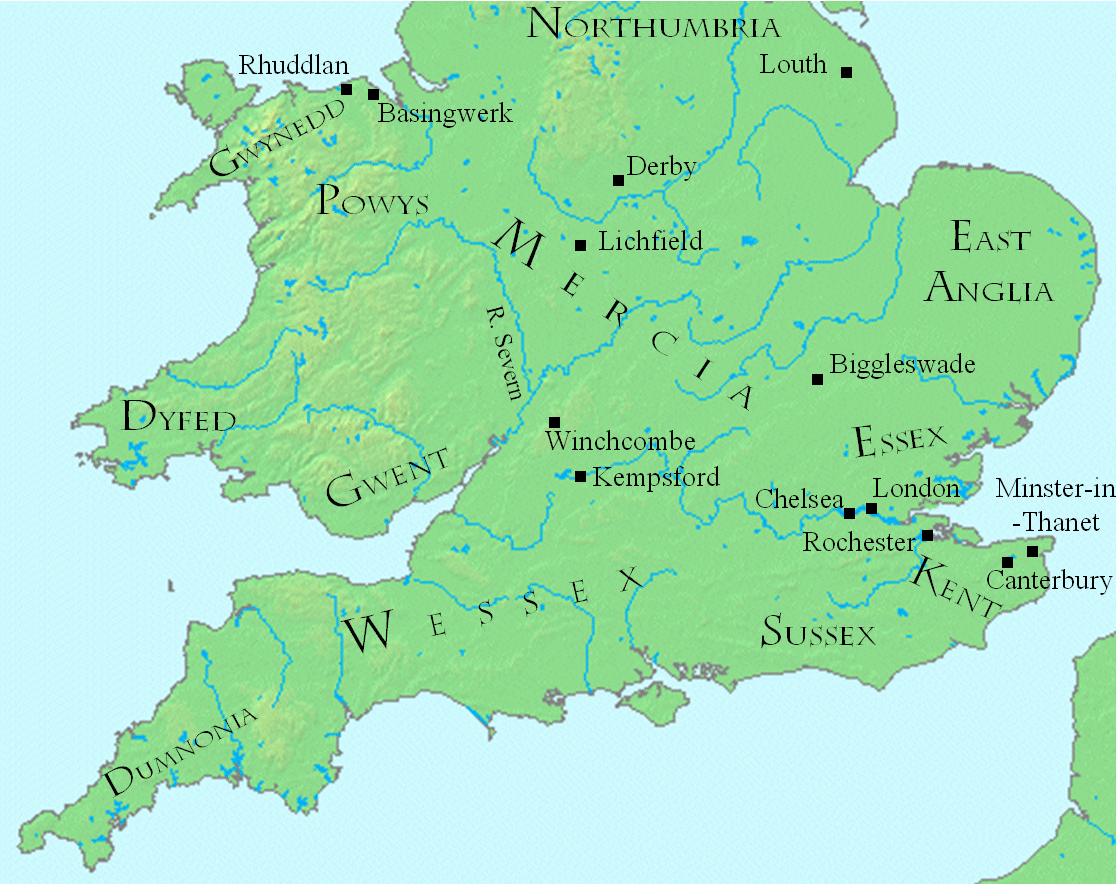
England zur Zeit Cynewulfs

## Leben

### Familie
Cynewulf soll aus dem Haus Wessex stammen, doch mag diese Behauptung aufgestellt worden sein, um sein Königtum zu legitimieren. Er gehört zu einer Gruppe von fünf westsächsischen Königen aus der Zeit zwischen 726 und 802, deren Herkunftsangaben mit Skepsis zu betrachten sind.

### Herrschaft
Sigeberht folgte im Jahr 756 dem verstorbenen Cuthred auf dem Thron. Bald aber erhoben sich Klagen gegen seinen Herrschaftsstil, sodass Sigeberht vom westsächsischen Witenagemot abgesetzt und mit der Herrschaft über Hamtunscir (Hampshire) abgefunden wurde; neuer König von Wessex wurde Cynewulf. Doch auch als Herr von Hampshire traf Sigeberht auf Widerstand. Nachdem er des Mordes an Ealdorman Cumbra, seinem letzten Anhänger, angeklagt wurde, wurde er von Cynewulf aus dem Land vertrieben. Er floh in das Weald im Grenzland zwischen den Königreichen Kent und Sussex. Dort wurde er nach 757 von einem Schweinehirten, der Ealdorman Cumbra rächen wollte, bei Pryfetesflodan (Privett, Hampshire) ermordet.
Es scheint, dass Æthelbald von Mercia während der Zeit der inneren Unruhen in Wessex ein gewisses Maß an Autorität über Wessex ausüben konnte, da er im Jahr 757 Land in Wiltshire an den westsächsischen Abt von Malmesbury Abbey vergeben konnte. Einer der Zeugen der Urkunde war König Cynewulf von Wessex. Wiltshire war ein zwischen Mercia und Wessex umstrittenes Gebiet. Nach anderer Lesart handelte es sich dabei um die Rückgabe „besetzter“ Gebiete und die Anerkennung Cynewulfs als rechtmäßigen König durch Æthelbald. Æthelbald wurde noch im selben Jahr von seinem Leibwächter erschlagen, sodass es in Mercia zu einer Periode der Thronwirren kam, die Cynewulf ausnutzte, um für Wessex völlige Unabhängigkeit zu erringen.
Er gewann vermutlich auch die Kontrolle über das Kloster Cookham und Teile von Berkshire zurück. Auch im nordwestlich angrenzenden, von Mercia abhängigen, Königreich Hwicce konnte er nördlich des Flusses Avon Gebiete annektieren. Zu Offa (757–796), dem neuen König von Mercia, unterhielt er zunächst gute Beziehungen. Cynewulf war ein Wohltäter der Kirche. Er stiftete Ländereien in Somerset, Dorset und Wiltshire an Klöster, doch gibt es auch ein Beispiel dafür, dass er von der Kirche beanspruchte Landgüter für sich behielt. Er führte mehrere Kriege gegen das britische Cornwall und zumindest eine Landschenkung an die Kirche sollte diese Feldzüge durch die Gebete der Mönche unterstützen. Mit dem aus Wessex stammenden Mainzer Bischof Lullus (754–786) stand er im Briefwechsel. Er förderte die ins Stocken geratene Entwickelung der Hafen- und Handelsstadt Hamwic (Southampton) und veranlasste dort vermutlich Münzprägungen.
Im Jahr 772 nahm Cynewulf in Sussex an einem Treffen der Könige Offa von Mercia und Ecgberht II. von Kent mit den von Offa besiegten südsächsischen Adligen teil. Offa konnte über Ländereien in Sussex nach eigenem Ermessen verfügen. Die einstigen Könige Oswald (fl. 772), Osmund (fl. 758/765–772), Ælfwald (fl. 765–780) und Oslac (fl. 765–780) trugen in einer Charta, die sie als Zeugen unterschrieben, nur noch den Titel Dux bzw. Ealdorman. Gegenstand der Versammlung war wahrscheinlich das weitere Schicksal von Sussex als von Mercia kontrollierte Provinz. Eine Charta Cynewulfs aus dem Jahr 778 ist eines der frühesten Zeugnisse für Landübertragungen, deren Begünstigter nicht die Kirche, sondern ein Laie, in diesem Fall sein comes (Gefolgsmann) und minister (Diener, Helfer) Bica, ist.
779 kam es bei Bænesingtun (Benson in Oxfordshire) zur Schlacht zwischen Offa und Cynewulf. Cynewulf musste sich zurückziehen und verlor in der Folge auch Cookham (Berkshire) und Gebiete des nordöstlichen Grenzlandes. Im Jahr 781 musste er als Ergebnis der Synode von Brentford das Kloster in Bath und Gebiete beiderseits des Flusses Avon an Offa abtreten. Trotz dieser Gebietsverluste scheint Cynewulf weiterhin als völlig unabhängiger König in seinem geringfügig verkleinerten Reich geherrscht zu haben. Ungeachtet dieser Konflikte nahmen Cynewulf und Offa 786 gemeinsam an der Synode von Canterbury mit Legaten des Papstes Hadrian I. teil. Im Jahre 786 strebte Cyneheard, ein Bruder des abgesetzten Sigeheard, selbst die Königswürde an. Er überfiel Cynewulf in Merentun (vermutlich Marton bei Grafton in Wiltshire). Beide fielen in diesem Kampf. Cynewulf wurde in Winchester beigesetzt und Beorhtric wurde sein Nachfolger.